# Sir Darja
Sir Darja (perzijsko: سيردريا; tadžikistansko: Сирдарё, kazahstansko: Сырдария, arabsko: سيحون; uzbekistansko: Sirdaryo), tudi Syrdarya ali Sirdaryo, je reka v Srednji Aziji, včasih znana kot Jahartes ali Yaxartes iz starogrškega imena Ἰαξάρτης. Grško ime izhaja iz starega perzijskega, Yakhsha Arta ("Velika biserna reka") glede na barvo vode. V srednjeveških islamskih spisih ima reka enotno ime Sayhoun (سيحون).

## Ime
Ime Sir Darja je relativno novo. V zahodnih spisih, iz začetka 20. stoletja, je bila reka znana pod različnimi verzijami svojega imena iz stare grščine in se je imenovala po bitki pri reki Jahartes, ki je zaznamovala najsevernejšo mejo osvajanj Aleksandra Velikega. Grški zgodovinarji trdijo, da je tu v letu 329 pred našim štetjem je ustanovil mesto Alexandria Eschate (dobesedno "najdlje od Aleksandrije"), kot stalno naseljeno vojaško postojanko. Mesto se danes imenuje Khujand po mestu Cyropolis, ki ga je ustanovil Perzijski kralj Kir Veliki.

## Geografija
Reka nastane iz dveh gorskih rek, ki izvirata v Nebeškem gorovju (Tian Shan) v Kirgizistanu in vzhodnem Uzbekistanom. To sta reki Naryn in Kara Darja. Sir Darja teče od sotočja dalje okoli 2.212 km proti zahodu in severozahodu Uzbekistana skozi Fergansko dolino do jeza Kairakkum na meji s Tadžikistanom. Nekoliko nižji nivo vode v Uzbekistanu doseže Turansko nižavje in zavije proti severu čez mejo do Kazahstana. V slednji teče Sir Darja proti severozahodu in tvori severni rob puščave Kizilkum ter se na jugu Kazahstana izlije v Aralsko jezero. Porečje Sir Darje odmaka površino okoli 800.000 km², vendar le nekaj več kot 200.000 km² dejansko prispeva pomemben delež vode. Njen letni pretok je zelo skromen in znaša le polovico svoje sestre reke Amu Darje.
Ob svoji poti, Sir Darja namaka najbolj plodna bombažna polja v celotni Srednji Aziji, vključno z mesti, Kokand, Khujand, Kyzylorda in Turkestan.
Namakanju služi obsežen sistem kanalov, od katerih je bila velika večina zgrajena v 18. stoletju v uzbekistanskem kanatu Kokand. Velika širitev namakalnih kanalov v času Sovjetske zveze, za potrebe namakanja bombažnih polj, ima za posledico veliko ekološko škodo na območju reke, ki se osuši še preden pride do Aralskega jezera, kar se je prvič zgodilo leta 1980, po letu 1988 pa dokončno presuši. Jezero se je posledično skrčilo na majhen ostanek svoje bivše velikosti. Stanje okolja je praktično nemogoče sanirati.
Sir Darja je večkrat zajezena za namakanje in proizvodnjo energije. Največje umetno jezero je Kairakkum (tudi Kayrakum), ki obsega območje 520 km² in ima volumen4.160.000.000 km³ vode.